# Marlene Groihofer
Marlene Groihofer (* 8. November 1989) ist eine österreichische Journalistin und Autorin. 

## Werdegang
Nach ihrer Kindheit in Kleinzell und dem Besuch des Bundesgymnasiums Lilienfeld studierte Marlene Groihofer ab 2008 Theater-, Film- und Medienwissenschaft an der Universität Wien. 2006 begann sie ihre journalistische Laufbahn bei den Niederösterreichischen Nachrichten. 2010–2011 absolvierte Groihofer eine Ausbildung des Vereins zur Förderung des Journalismus in Niederösterreich. Groihofer arbeitete unter anderem für den ORF Niederösterreich und im Kabinett des ehemaligen Europaparlaments-Präsidenten Martin Schulz in Brüssel. Zuletzt leitete sie eine Lokalausgabe der Niederösterreichischen Nachrichten (Pielachtal). Aktuell ist sie Redakteurin bei radio klassik Stephansdom.
2018 veröffentlichte Groihofer die Biographie der Holocaust-Überlebenden Gertrude Pressburger, Gelebt, erlebt, überlebt. Die Auschwitz-Überlebende war zuvor mit einer unterstützenden Video-Botschaft für Alexander Van der Bellen im Bundespräsidentschaftswahlkampf 2016 bekannt geworden.

## Publikationen
- Gertrude Pressburger, Marlene Groihofer: Gelebt, erlebt, überlebt. Mit einem Nachwort von Oliver Rathkolb. Zsolnay, Wien 2018, ISBN 978-3-552-05890-3.[6]
- Erwin Pröll, Marlene Groihofer, Barbara Wirl (Fotografie): Mein Niederösterreich: Eine Liebeserklärung. Ueberreuter, Wien 2020, ISBN 978-3-8000-7749-6.

## Auszeichnungen
- 2016: Österreichischer Radiopreis (Silber in der Kategorie „Bester Wortbeitrag“ für „Die Einzige, die überlebt hat“, über das Schicksal von Gertrude Toninger).[7]
- 2016: Dr. Karl-Renner-Publizistikpreis (Kategorie „Radio“).[8]
- 2016: Prälat-Leopold-Ungar-JournalistInnenpreis[9]
- 2016: Journalistenpreis Integration.[10]
- 2017: Auszeichnung für eine der fünf Storys des Jahres im Zuge der Österreichischen Journalismustage[11]
- 2017: Wahl unter die „besten 30 unter 30“ durch das Branchenmagazin Der österreichische Journalist[12]
- 2017: New York Festivals International Radio Award (Gold, Kategorie „Information/Documentary: History“).[13]
- 2021: Hans-Ströbitzer-Preis (1. Platz)[14]